# Geotrogus cretei
Geotrogus cretei är en skalbaggsart som beskrevs av Max Quedenfeldt 1889. Geotrogus cretei ingår i släktet Geotrogus och familjen Melolonthidae. Inga underarter finns listade i Catalogue of Life.